# 中郡停留場
中郡停留場（日语：／ Nakagōri teiryūjō */?），又稱中郡電車站，是位於鹿兒島縣鹿兒島市郡元一丁目，鹿兒島市交通局（鹿兒島市電）唐湊線的電車站。車站編號為N19。

## 歷史
- 1959年（昭和34年）12月20日 - 鹿兒島市交通局設置此站。

## 電車站構造
此電車站設有2面2線的相對式低地台月台。兩月台不可讓輪椅人士和電動輪椅人士上落。此站是無人車站，不可於站內購買車票。

### 運行系統
此電車站是唐湊線電車站之一。■2系統會駛入此站。

## 使用狀況
| 1日上下車人次變化 | 1日上下車人次變化 |
| 年度              | 1日平均人次       |
| ----------------- | ----------------- |
| 2011年            | 1,196             |
| 2012年            | 1,194             |
| 2013年            | 1,128             |
| 2014年            | 1,144             |
| 2015年            | 1,217             |

## 電車站周邊
- 鹿兒島大學教育學部附屬小學（日语：鹿児島大学教育学部附属小学校）
- 鹿兒島市立中郡小學

## 相鄰電車站
鹿兒島市交通局
鹿兒島市電■2系統
純心學園前（N18）－中郡（N19）－郡元（N20）

## 注腳
1. ↑  国土数値情報(駅別乗降客数データ)  （页面存档备份，存于）（日語） - 國土交通省，2018年12月10日參閲

## 外部連結
- 鹿兒島市交通局 （页面存档备份，存于）（日語）